# Sufetula cyanolepis
Sufetula cyanolepis là một loài bướm đêm trong họ Crambidae.